# 遮音壁

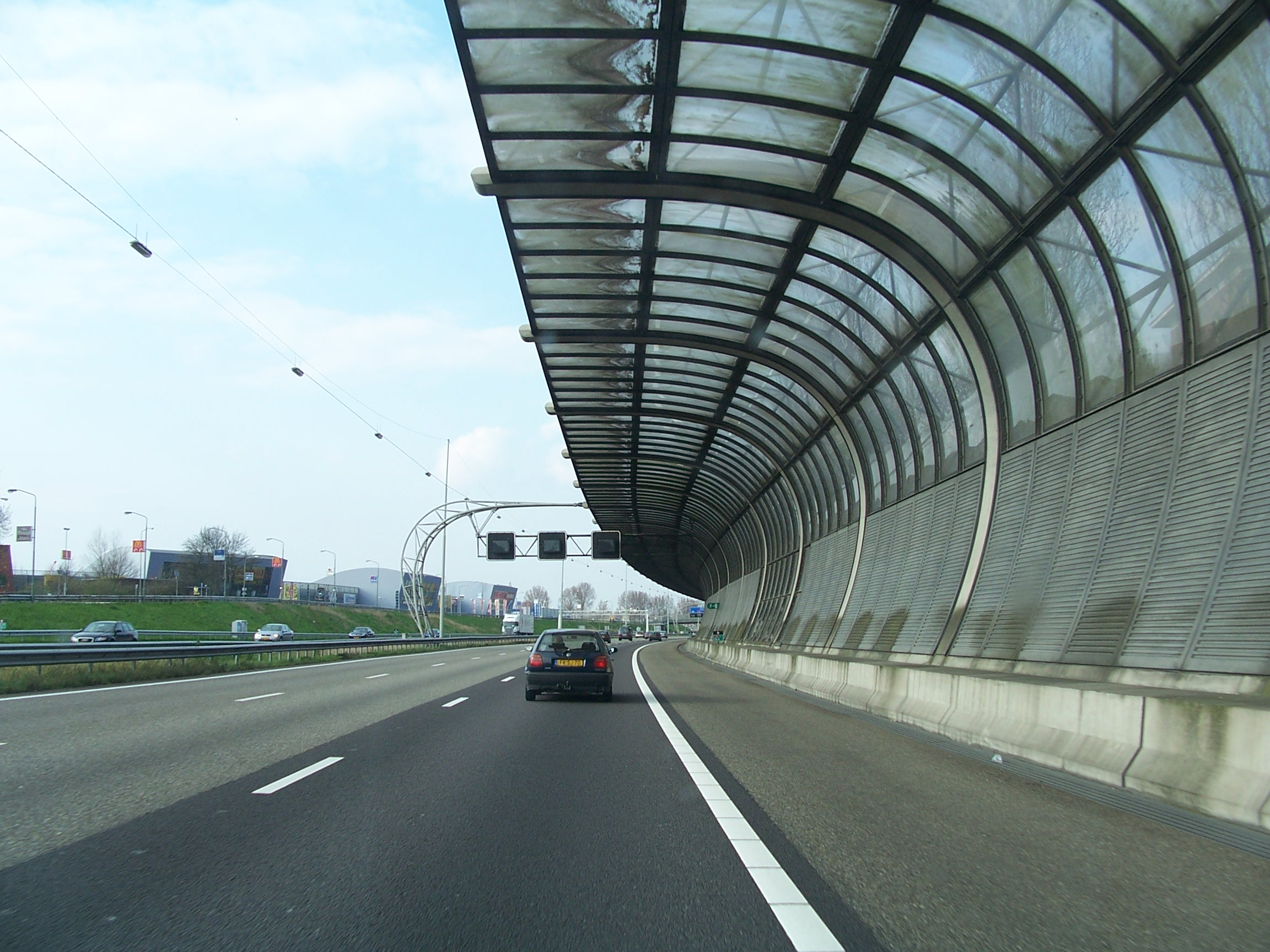
道路の遮音壁（オランダ）

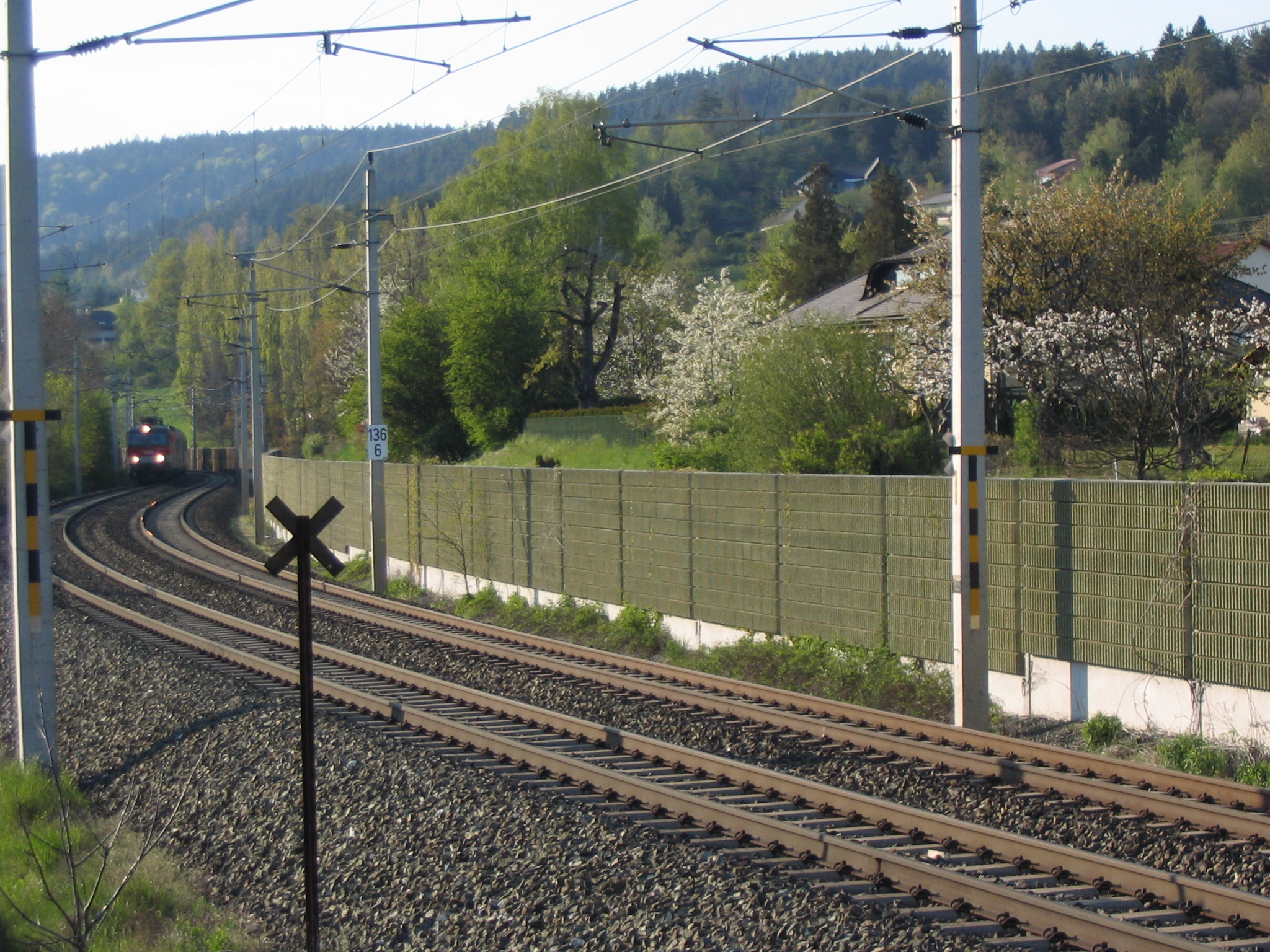
鉄道の遮音壁（オーストリア）

遮音壁（しゃおんへき）または防音壁（ぼうおんへき）（英: Noise barrier）とは、騒音を発生する施設から周辺の土地を守るために設置される壁である。遮音壁は特に道路、鉄道、工場など、騒音源自体を抑制・制限できない場面でよく使われる。
道路交通による騒音の場合、他の騒音抑制策として、ハイブリッドカーや電気自動車の奨励、車体の空気力学の改善、タイヤの設計改善、低騒音の舗装などがある。遮音壁は1970年代初期にアメリカ合衆国で騒音規制が施行されてから広く採用されるようになった。

## 歴史
最初の遮音壁はアメリカ合衆国で20世紀中ごろ、道路交通の急激な発展と共に建設された。1960年代後半、音響学による道路側面の遮音壁の効率の数学的評価が進んだ。1990年代には、西ヨーロッパでも遮音壁がよく使われるようになり、中には透明な材料を使ったものもある。
初期のコンピュータモデルでは、道路の幾何学、地形、交通量、速度、トラックの割合、路面の種類、気象などが考慮された。米国ではいくつかの研究グループがそれぞれコンピュータモデリング技法を開発した。サクラメントのカリフォルニア運輸局、ESL Inc.、パロアルトのグループ、BBN、ケンブリッジのグループ、フロリダ大学のグループなどである。最初期の科学的設計による遮音壁の例として、カリフォルニア州ロスアルトスの Foothill Expressway がある。
間もなく、全米各地で既存のハイウェイや新規のハイウェイで科学的設計による遮音壁の建設が行われるようになった。その多くは各州の運輸局の委託によるもので、上述の研究グループのいずれかが設計に当たっている。1970年1月1日に施行されたアメリカ国家環境政策法は、連邦補助高速道路法に基づいて建設された全てのハイウェイの騒音の定量分析を命じ、遮音壁モデルの開発と実用化を命じていた。1972年に制定された騒音対策法により、遮音壁設計の需要が大幅に増加した。
1970年代末には、10以上の研究グループが似たようなコンピュータモデルを構築し、毎年200箇所以上で遮音壁の建設が行われていた。2006年現在、この技術はハイウェイの騒音を評価する標準技術となっている。使われているコンピュータモデルの性質や正確性は1970年代からほぼ変わっていない。

## 設計理論
遮音壁設計の音響学は、道路や線路を線状の騒音源と見なすことに基づいている。その理論は、音波が直線的に伝播するのを遮断することに基づいているが、回折への対応も必要である。音波は、遮音壁の上端を通るときなどに（下方に）曲がる。また、大気に不均一な層がある場合、音波は屈折する。乱気流やサーモクラインによって、そのような不均一な層ができる。
モデル化する音源としては、エンジンの騒音、タイヤの騒音、空気力学的騒音が含まれ、それらは自動車の種類や速度によって異なる。コンピュータモデルは数十の物理方程式で構成され、数千行のプログラムに変換される。
石壁や土塁を使った遮音壁もある（頂上部は犬走りになっていたりする）。遮音壁の主な材質は、鋼鉄、コンクリート、石材、木材、プラスチック、ウール、それらの混合などである。極端な場合、道路全体を遮音構造物で覆ったり、トンネルに通したりする。音圧レベルは常用対数であるため、9デシベルの低減は騒音の80%を排除したことになる。
遮音壁は、騒音対策として非常に効果的だが、地形によっては、どんな遮音壁も対応できない場合がある。最終的には費用と美学的観点を考慮して、遮音壁にするかどうかを選択する。

## 長所・短所
遮音壁の欠点として、以下のことが挙げられる。

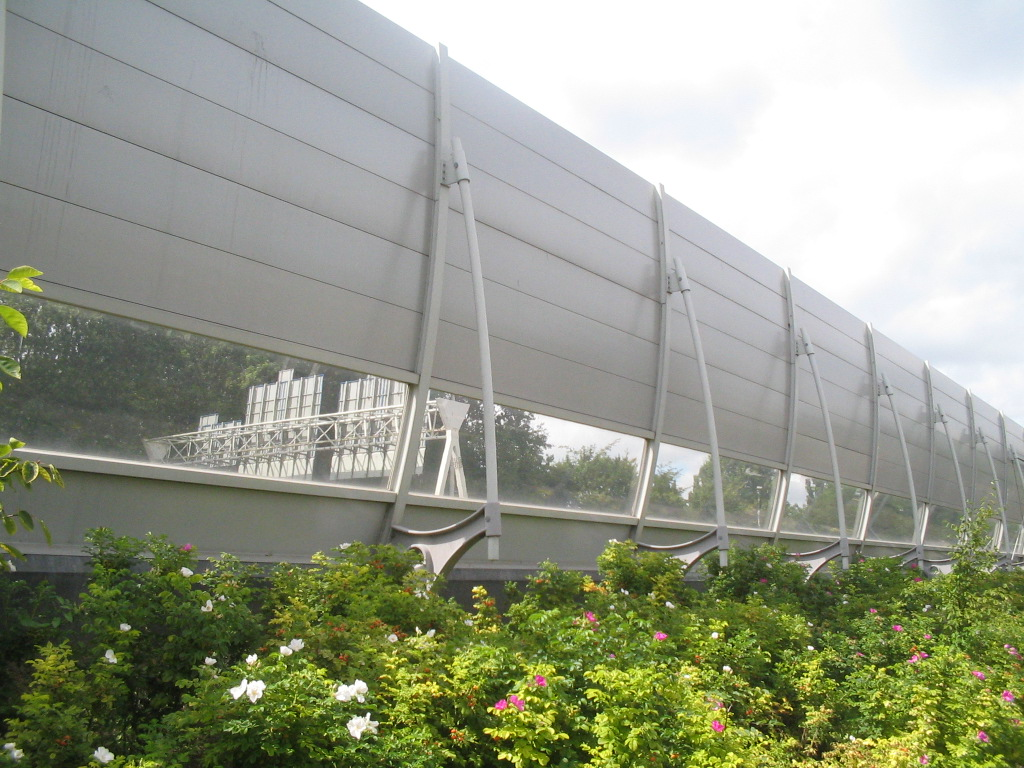
この遮音壁には、運転者の目の高さあたりの壁がなく、目にやさしい設計になっている（オランダ）

- 風景が見えなくなることで、運転者や近隣住民が楽しめなくなる。
- 設計・建設・保守にかかるコスト。
- 排水路を配置するために障壁が途切れる設計になることがある。

通常は、見た目の欠点よりも騒音抑制の利点が遥かに重大である。利点としては、地域住民の睡眠障害の低減、アウトドアライフをより楽しめるようになる点、会話が妨げられなくなる点、ストレスの低減、聴覚障害となる危険性の低減、高血圧になる危険性の低減（循環器の健康増進）などがある。